# Ernst Aufseeser

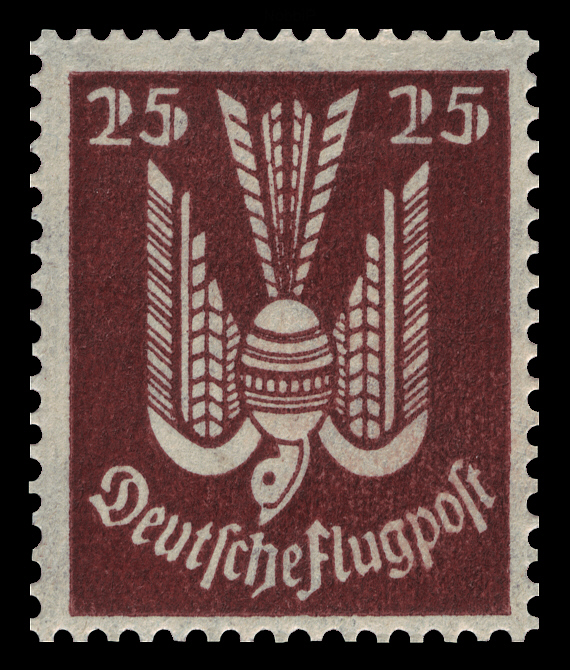
25 Pfennig-Flugpostmarke der Reichspost (1922), Entwurf: Ernst Aufsesser

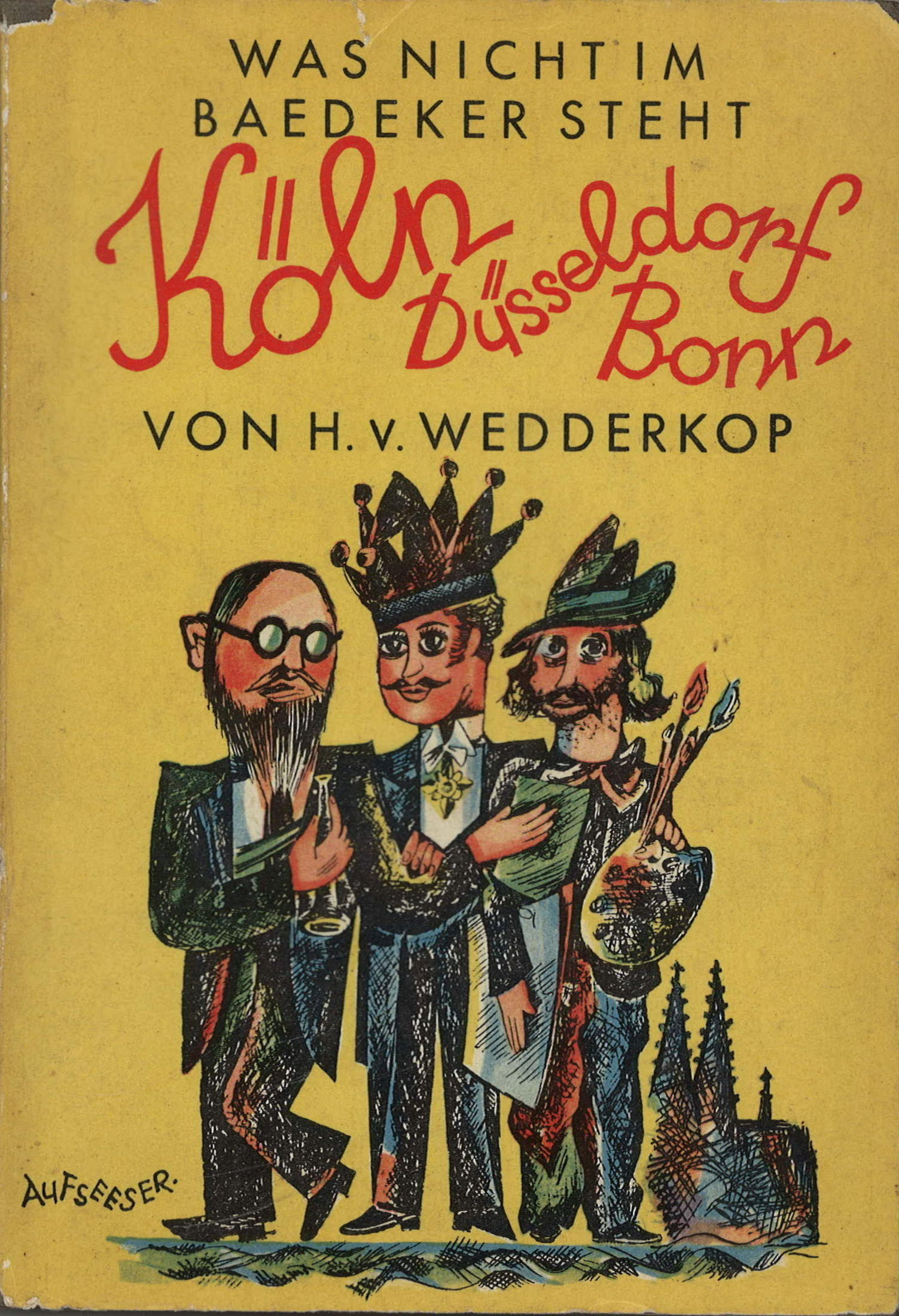
Was nicht im „Baedeker“ steht. Das Buch von Köln / Düsseldorf, Bonn (1928), Umschlag und Illustrationen von Ernst Aufseeser

Ernst Aufseeser (* 29. Mai 1880 in Nürnberg; † 12. Dezember 1940 in Nettersheim) war ein deutscher Maler, Lithograf, Xylograf, Grafikdesigner und Hochschullehrer. Von 1914 bis 1933 lehrte er als Professor an der Düsseldorfer Kunstakademie.

## Leben
Aufseeser wurde als Sohn eines Kaufmanns geboren und sollte denselben Beruf wie sein Vater ergreifen. Daher absolvierte er von 1886 bis 1889 an der Nürnberger Handelsschule eine Ausbildung. Danach volontierte er bei einer Nürnberger Exportfirma und hielt sich in England auf. Danach schlug er jedoch eine künstlerische Laufbahn ein. So war er von 1900 bis 1903 bei den Steglitzer Werkstätten in Berlin unter der Leitung von Fritz Helmuth Ehmcke, der eine Reform der Gebrauchsgrafik vertrat. An der Akademie lehrte Ehmcke ab 1903 Flächen- und grafische Kunst. Er berief Ernst Aufseeser später zu seinem Nachfolger. Aufseeser hatte sich zuvor von 1903 bis 1905 bei dem Münchner Kunstmaler Weihnhold und Gröber im Aktstudium unterrichten lassen und hatte für zwei Jahre die Londoner Slade School of Art besucht. 1907 arbeitete er als Künstler in München. In Düsseldorf präsentierte er im Jahre 1910 Florstickerei im Kunstgewerbemuseum. Ab 1914 lehrte er als Professor an der Düsseldorfer Kunstakademie. Zu seinen Schülern gehörte der Maler Günter Grote. Nach der Machtergreifung wurde Aufseeser aus dem Lehramt entlassen, da er nach der Definition der Nürnberger Gesetze jüdischer Abstammung war. 1937 wurden in der Nazi-Aktion „Entartete Kunst“ aus den Kunstsammlungen der Stadt Düsseldorf seine Federzeichnung Damentrio und sein Aquarell Gedächtnisblatt beschlagnahmt. Die Federzeichnung wurde vernichtet. Das Aquarell ging 1940 zur „Verwertung“ auf dem Kunstmarkt an den Kunsthändler Bernhard A. Böhmer. Sein Verbleib ist ungeklärt.